# アレクセイ・チチバビン
アレクセイ・エフゲニエヴィチ・チチバビン（ロシア語: Алексей Евгеньевич Чичибабин, ラテン文字転写: Aleksei Evgen'evich Chichibabin、1871年3月29日 - 1945年8月15日）は、ロシア帝国およびソビエト連邦の化学者である。

## 生涯

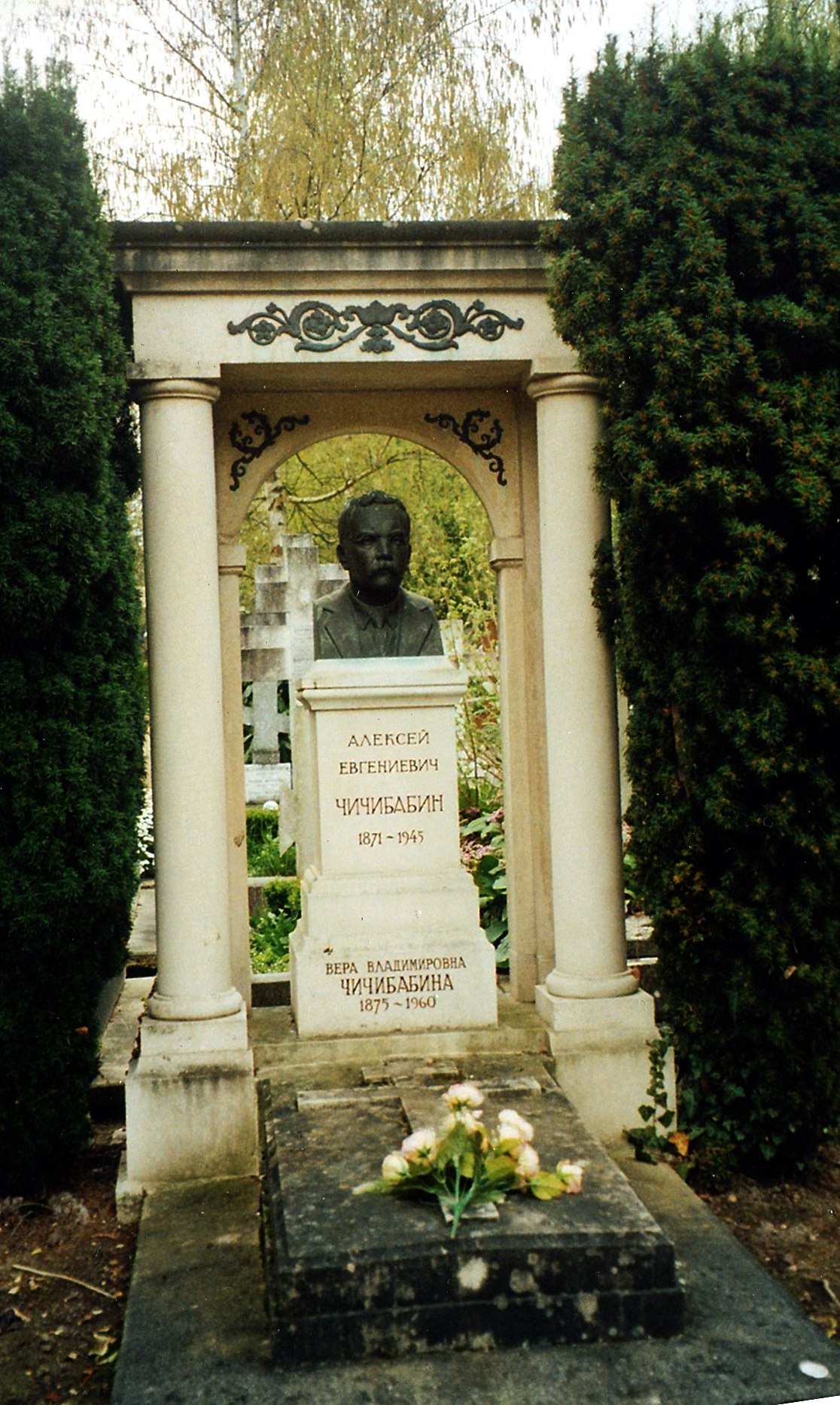
サント＝ジュヌヴィエーヴ＝デ＝ボワのロシア人墓地（フランス語版）にあるチチバビンの墓

1871年にチチバビンはロシア帝国ポルタヴァ州のクゼミン村（現在のウクライナ、スームィ州）で生まれた。1888年から1892年までモスクワ大学にて学び、サンクトペテルブルク大学で博士号を取得した。1909年から1929年までは、帝国モスクワ工業学校（現在のバウマン・モスクワ工科大学）で教授を務めた。1929年に化学者である娘のナターシャを発煙硫酸の爆発事故で亡くした後、翌1930年にフランスのパリへと移住した。出国の背景には、30年にニコライ・クリレンコの主導のもと科学者たちが糾弾された産業党裁判もあったという。
1931年にはコレージュ・ド・フランスの教授に就任し、1945年に亡くなるまで務めた。
チチバビンは1945年に死去し、パリ近郊にあるサント＝ジュヌヴィエーヴ＝デ＝ボワのロシア人墓地（フランス語版）に埋葬された。
出国後、生涯ソ連へ帰国しなかったことから、1936年にソ連科学アカデミーから追放され、翌1937年には市民権を剥奪された。死後の1990年になってソ連科学アカデミーはチチバビンの名誉を回復した。

## 業績
チチバビンはいくつかの重要な有機化学反応の発明に携わっている。その内の一つであるチチバビンのピリジン合成は、ピリジン環を合成する際に利用される。他に、チチバビンが発明に関わった反応として、ボドロウ・チチバビンのアルデヒド合成やチチバビン反応が挙げられる。
また、1924年にはチチバビンはソビエト連邦の大学で用いられる、有機化学の基本的な内容を扱う教科書を執筆した。彼が執筆した教科書は、様々な言語に翻訳され世界中で使われた。
1926年にはレーニン賞を受賞している。